# Чингиз и Бюбюсара
«Чингиз и Бюбюсара» (кирг. Чынгыз менен Бүбүсайра) — фильм-лирическая драма 2009 года, снятый Жанышем Кулмамбетовым, в котором показана драматичная любовь знаменитого киргизского писателя Чингиза Айтматова и не менее знаменитой киргизской балерины Бюбюсары Бейшеналиевой. Главные роли в фильме исполнили Махабат Байгабылова и Азамат Калман.

## История создания фильма
Тайная любовь двух киргизских знаменитостей, писателя Чингиза Айтматова и танцовщицы, народной артистки СССР Бюбюсара Бейшеналиевой, ни для кого в Киргизии не была секретом. Различные слухи об их любви гуляли в народе на протяжении десятилетий, но об этом никто публично не говорил.

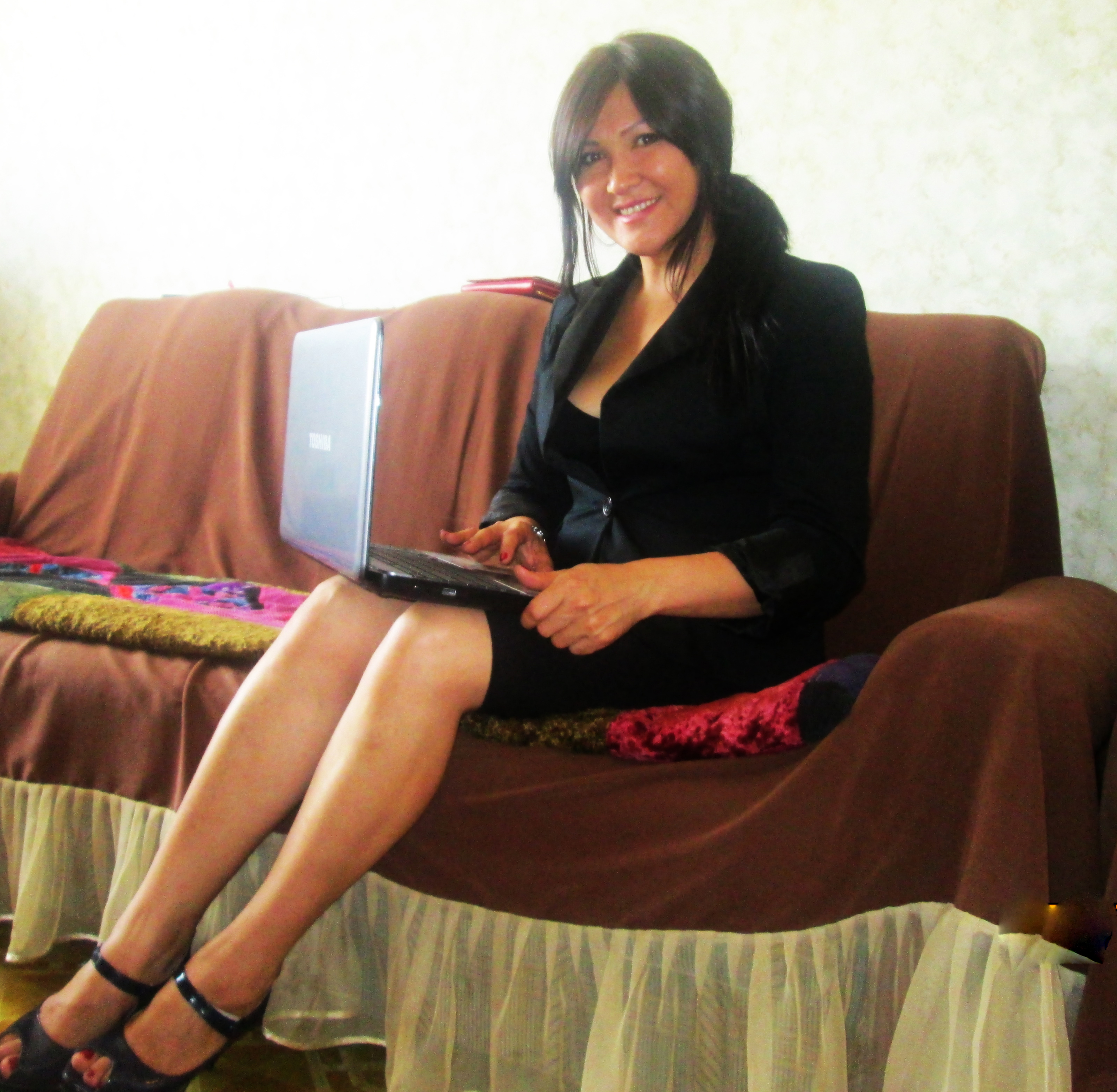
Байгабылова Махабат — исполнительница роли Бюбюсары Бейшеналиевой

Только лишь в 90-е годы журналист и издатель Жаныбек Жанызак выпустил брошюру «Женщины Айтматова» (кирг.: «Айтматовдун айымдары»), в которой любовь Айтматова и Бейшеналиевой была изложена открыто. Но киргизская общественность негативно отнеслась  к опусу журналиста.
Видимо, Ч. Айтматов осознавал, что сплетни со временем могут очень сильно исказить их истинные взаимоотношения. Поэтому, в 1997 году, Ч. Айтматов в соавторстве со знаменитым казахским поэтом Мухтаром Шахановым выпустил книгу «Плач охотника над пропастью или исповедь на исходе века», в которой подробно была описана любовные чувства Айтматова и Бейшеналиевой.
Как говорит, драматург и режиссёр Жаныш Кулмамбетов эта книга послужила ему поводом в создании пьесы «Чингиз и Бюбюсара» (1999 г.).
...По настоянию родственников Ч. Айтматова я показал пьесу самому Айтматову, - вспоминает Ж. Кулмамбетов. -Писатель прочитав драму, одобрил её. После этого началась подготовка к сценическому воплощению драмы. Лишь в 2005 году пьеса была поставлена  мною, на сцене киргизского государственного ТЮЗа имени Б.Кыдыкеевой. Спектакль в течение месяца шел с переполненным залом. Чувствовалось, что слишком велико было желание людей открыть, для себя, завесу тайной  любви двух ярчайших звезд киргизской художественной культуры.
В это время Айтматов был, еще послом в Европе и не было у него возможности смотреть спектакль. Когда писатель оставил посольскую деятельность и возвратился в Бишкек я с ним встретился, в конце марта 2008 года. Он заинтересованно расспрашивал о спектакле и просил показать, ему. Театр назначил показ спектакля на май месяц 2008 года. Но, не суждено было Айтматову смотреть спектакль – в середине мая он впал  кому, в г. Казани.
Когда я встретился с писателем, я сказал ему о своем желании снять фильм по драме «Чингиз и Бюбюсара», на что Айтматов ответил одобрением.
Фильм был выпущен после смерти Ч.Айтматова, в 2009 году и сразу обрушился на меня шквал критики, со стороны некоторых местных кинодеятелей и ревнителей айтматовского имиджа.
Хотя, зритель с благодарностью принимал фильм, критика хаяла «Чингиз и Бюбюсара», как могла. Дошло даже до абсурда и примитивизма, «почему драматург и театровед снимает фильм, какое на это он имеет право?!», вопрошали некоторые мои оппоненты, профессиональные «киношники». К сожалению, их эстетические требования сузилась до уровня мифического морального право на творчество. Особо ярые критики требовали у министерство культуры республики, чтобы оно запретило показ фильма. Некоторые обсуждали фильм понаслышке, особенно русскоязычные авторы, которые не смотрели фильм, потому что существовала лишь киргизская версия.
Было видно, что практически, никто из них не читал книгу Ч.Айтматова и М.Шаханова.

Тем не менее, киргизский зритель до сих пор не утратил большой интерес к этому фильму.
Киргизский кинокритик Гульбара Толомушова раскритиковала фильм за низкий уровень, заявив, что в нем нет ни художественного, ни технического достоинства: «Это же порнография!» Режиссер Кулмамбетов обиделся на критику и подал Исковое заявление подано в Ленинский райсуд за "оскорбление его чести и достоинства" (Фильм «Чингиз и Бюбюсара» вызвал… порнографический скандал)

## Сюжет
В 1959 году тридцатилетний Чингиз Айтматов и тридцатитрехлетняя Бюбюсара Бейшеналиева познакомились и сразу же полюбили друг друга. 

Четырнадцать лет, тайком от людей, скрываясь от общественности, сопротивляясь запретам республиканского партийного руководства, Чингиз и Бюбюсара испытали муки и неповторимые моменты любви. 

За это время завистники — давние литературные враги Айтматова пытались его оклеветать, в пух и прах разнеся его лучшую повесть «Джамиля». Называя её блудницей, а Айтматова проповедником аморальности. Причем, открыто проводили параллели между Джамилёй и Бейшеналиевой. 

Бюбюсара внезапно заболела неизлечимой болезнью… 

Так закончилась самая светлая и драматичная любовь двух талантливых личностей: писателя Айтматова и танцовщицы Бейшеналиевой.

## В ролях
- Азамат Калман - Чингиз Айтматов
- Махабат Байгабылова - Бюбюсара Бейшеналиева
- Темирлан Сманбеков - Чингиз Айтматов в старости
- Кыргызбай Осмонов
- Омурзак Токтомуратов
- Гульмира Ташматова
- Руслан Курманалиев